# Trung tâm Chuyến bay Không gian Goddard
Trung tâm Chuyến bay Không gian Goddard (tiếng Anh: Goddard Space Flight Center) (GSFC) là một phòng thí nghiệm nghiên cứu không gian lớn của NASA nằm cách Washington, D.C. khoảng 6,5 dặm (10,5 km) về phía đông bắc, tại Greenbelt, Maryland, Hoa Kỳ. Được thành lập vào ngày 1 tháng 5 năm 1959 và là trung tâm chuyến bay không gian đầu tiên của NASA, GSFC có khoảng 10.000 công chức cùng nhà thầu. Trung tâm được đặt theo tên của nhà tiên phong về động cơ tên lửa người Mỹ Robert H. Goddard. Đây là một trong mười trung tâm thực địa lớn của NASA. GSFC nằm một phần trong nơi ấn định cho điều tra dân số Goddard trước đây; có địa chỉ gửi thư là Greenbelt.
GSFC là nơi tập hợp đông đảo nhất các nhà khoa học và kỹ sư tại Hoa Kỳ, chuyên nâng cao kiến thức về Trái Đất, Hệ Mặt Trời và vũ trụ thông qua các quan sát từ không gian. GSFC còn là một phòng thí nghiệm lớn của Mỹ chuyên phát triển và vận hành tàu vũ trụ khoa học không người lái. GSFC tiến hành nghiên cứu khoa học, phát triển, sản xuất và vận hành các hệ thống không gian, cũng như phát triển công nghệ liên quan. Các nhà khoa học tại Goddard có thể phát triển và hỗ trợ một nhiệm vụ, trong khi các kỹ sư và kỹ thuật viên nơi đây sẽ thiết kế và chế tạo tàu vũ trụ cho nhiệm vụ đó. Nhà khoa học Goddard John C. Mather đã đồng nhận Giải Nobel Vật lý năm 2006 cho công trình nghiên cứu của ông về COBE.
GSFC cũng vận hành hai mạng lưới theo dõi và thu thập dữ liệu chuyến bay không gian (Space Network và Near Earth Network), phát triển và duy trì các hệ thống thông tin dữ liệu khoa học tiên tiến về Trái Đất cũng như vũ trụ, và phát triển hệ thống vệ tinh cho Cơ quan quản lý Đại dương và Khí quyển quốc gia (NOAA).
GSFC quản lý hoạt động cho nhiều sứ mệnh của NASA và quốc tế bao gồm Kính viễn vọng không gian James Webb (JWST) và Kính viễn vọng không gian Hubble (HST), Chương trình Explorer, Chương trình Discovery, Hệ thống Quan sát Trái Đất (EOS), INTEGRAL, MAVEN, OSIRIS-REx, Đài quan sát Mặt Trời và Nhật quyển (SOHO), Đài quan sát Động lực học Mặt Trời (SDO), Tracking and Data Relay Satellite System (TDRS), Fermi, và Swift. Các sứ mệnh trước đây do GSFC quản lý có Rossi X-ray Timing Explorer (RXTE), Đài quan sát Tia Gamma Compton, SMM, COBE, IUE, và ROSAT.

## Lịch sử

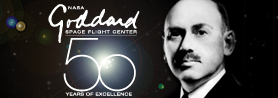
Logo kỷ niệm 50 năm thành lập Goddard

Được thành lập với tên gọi là Trung tâm Vũ trụ Beltsville, Goddard là trung tâm chuyến bay không gian đầu tiên của NASA. Hiến chương ban đầu của trung tâm là thực hiện năm chức năng chính thay mặt cho NASA: phát triển và chế tạo công nghệ, lập kế hoạch, nghiên cứu khoa học, các hoạt động kỹ thuật, và quản lý dự án. Trung tâm được tổ chức thành nhiều ban, mỗi ban chịu trách nhiệm về một trong những chức năng chính này.

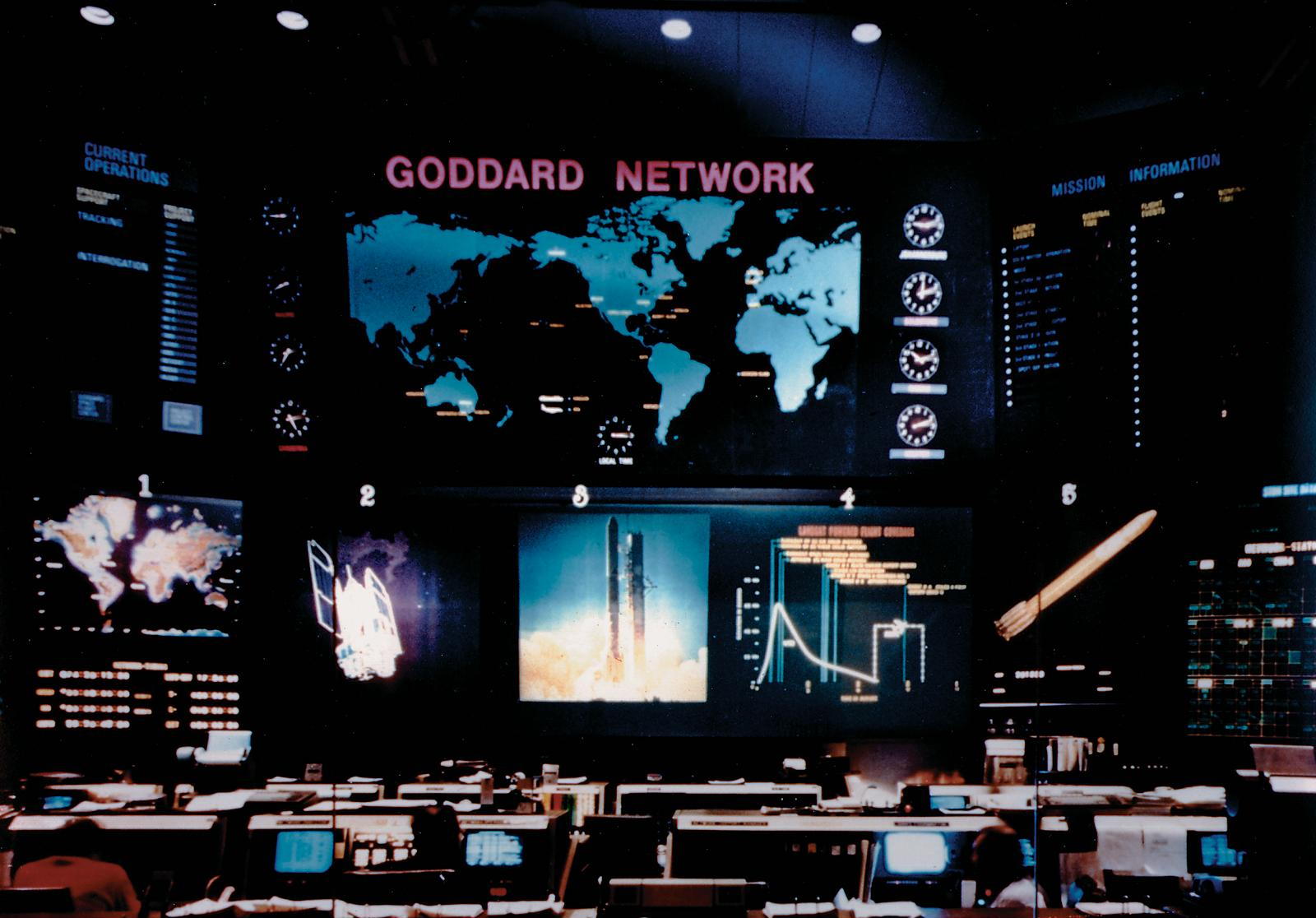
Mạng lưới Goddard (STDN) đã theo dõi nhiều tàu vũ trụ có người lái và không người lái đầu tiên.

Vào ngày 1 tháng 5 năm 1959, trung tâm được đổi tên thành Trung tâm Chuyến bay Không gian Goddard theo tên của Robert H. Goddard. 157 nhân viên đầu tiên của trung tâm được chuyển đến từ chương trình tên lửa Dự án Vanguard thuộc Hải quân Hoa Kỳ và tiếp tục công việc tại Phòng thí nghiệm Nghiên cứu của Hải quân ở Washington, D.C., trong khi trung tâm đang xây dựng.
Trung tâm Chuyến bay Không gian Goddard đã góp phần vào Dự án Mercury, chương trình chuyến bay vũ trụ có người lái đầu tiên của Hoa Kỳ. Trung tâm đảm nhận vai trò lãnh đạo cho dự án trong những ngày đầu và quản lý 250 nhân viên đầu tiên tham gia vào nỗ lực này; họ được bố trí tại Trung tâm Nghiên cứu Langley ở Hampton, Virginia. Tuy nhiên, quy mô và phạm vi của Dự án Mercury đã sớm thúc đẩy NASA xây dựng một Trung tâm Tàu vũ trụ có Người lái mới, hiện là Trung tâm Vũ trụ Johnson, tại Houston, Texas. Nhân sự và hoạt động của Dự án Mercury đã được chuyển đến đó vào năm 1961.
Trung tâm Chuyến bay Không gian Goddard vẫn tham gia vào chương trình chuyến bay vũ trụ có người lái, cung cấp hỗ trợ máy tính và theo dõi radar các chuyến bay thông qua mạng lưới trạm mặt đất trên toàn thế giới được gọi là Spacecraft Tracking and Data Acquisition Network (STDN). Tuy nhiên, trung tâm tập trung chủ yếu vào việc thiết kế vệ tinh không người lái và tàu vũ trụ cho các nhiệm vụ nghiên cứu khoa học. Goddard tiên phong trong một số lĩnh vực phát triển phi thuyền, bao gồm thiết kế tàu vũ trụ mô-đun, giúp giảm chi phí và giúp sửa chữa vệ tinh trên quỹ đạo. Vệ tinh Solar Max của Goddard, phóng năm 1980, đã được các phi hành gia sửa chữa trên tàu con thoi Challenger vào năm 1984. Kính viễn vọng không gian Hubble, phóng năm 1990, vẫn đang hoạt động và tiếp tục phát triển thêm khả năng nhờ thiết kế mô-đun và nhiều nhiệm vụ bảo dưỡng của tàu con thoi.
Ngày nay, trung tâm vẫn tham gia vào từng chương trình chính yếu của NASA. Goddard đã phát triển nhiều công cụ khám phá hành tinh hơn bất kỳ tổ chức nào khác, trong số đó có các công cụ khoa học được gửi đến mọi hành tinh trong Hệ Mặt Trời. Đóng góp của trung tâm cho Earth Science Enterprise bao gồm một số tàu vũ trụ trong đội tàu Hệ thống Quan sát Trái Đất cũng như EOSDIS, một hệ thống thu thập, xử lý và phân phối dữ liệu khoa học. Đối với chương trình chuyến bay không gian có người lái, Goddard phát triển công cụ để các phi hành gia sử dụng trong hoạt động ngoài tàu vũ trụ và vận hành Lunar Reconnaissance Orbiter, một tàu vũ trụ được thiết kế để nghiên cứu Mặt Trăng nhằm chuẩn bị cho nhiệm vụ khám phá có người lái trong tương lai.

## Nhiệm vụ

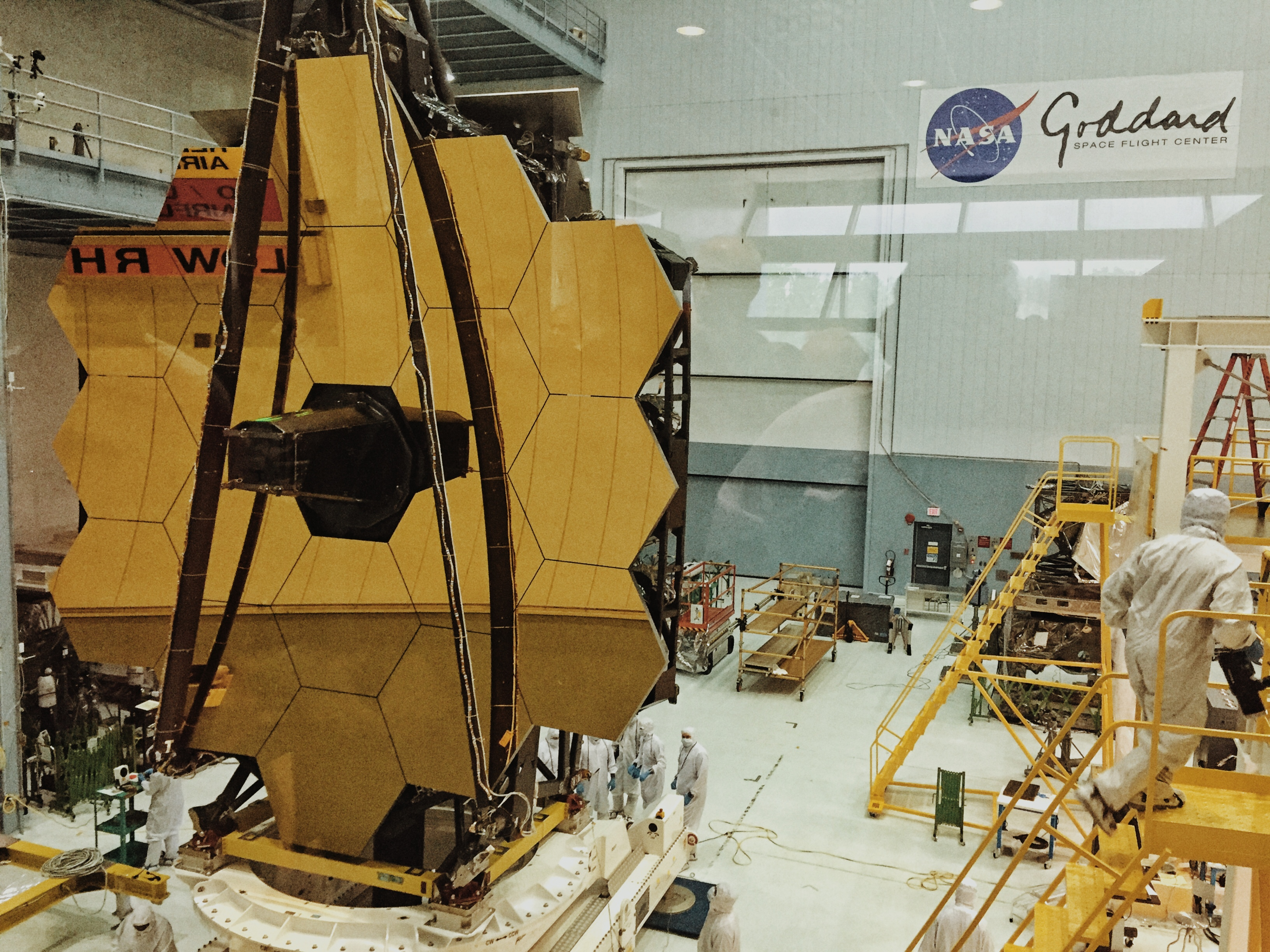
Kính viễn vọng không gian James Webb đã được lắp gương, tháng 5 năm 2016

Một tờ thông tin nêu bật nhiều sứ mệnh trước đây của Goddard xuất hiện trên trang web kỷ niệm 40 năm.

### Quá khứ
Goddard đã tham gia vào việc thiết kế, chế tạo và vận hành tàu vũ trụ kể từ thời Explorer 1, vệ tinh nhân tạo đầu tiên của Mỹ. Danh sách các nhiệm vụ này phản ánh một tập hợp đa dạng các mục tiêu và mục đích khoa học. Loạt tàu vũ trụ Landsat đã nghiên cứu tài nguyên của Trái Đất kể từ khi phóng nhiệm vụ đầu tiên vào năm 1972. TIROS-1 được phóng vào năm 1960 là thành công đầu tiên trong loạt vệ tinh thời tiết. Tải trọng Spartan triển khai từ tàu con thoi cho phép thực hiện các nhiệm vụ đơn giản trong 2–3 ngày với chi phí thấp. Đài quan sát lớn thứ hai của NASA, Đài quan sát Tia Gamma Compton, đã hoạt động trong chín năm trước khi quay trở lại bầu khí quyển Trái Đất vào năm 2000. Một đài quan sát khoa học không gian khác của Goddard, Cosmic Background Explorer, cung cấp dữ liệu khoa học độc đáo về vũ trụ sơ khai.

### Hiện tại
Goddard hiện đang hỗ trợ hoạt động của hàng chục tàu vũ trụ thu thập dữ liệu khoa học. Các nhiệm vụ này bao gồm dự án khoa học Trái Đất như Hệ thống quan sát Trái Đất (EOS) gồm tàu vũ trụ Terra, Aqua và Aura bay cùng với một số dự án từ các trung tâm khác hoặc quốc gia khác. Các dự án lớn khác về khoa học Trái Đất hiện đang hoạt động gồm có Tropical Rainfall Measuring Mission (TRMM) và nhiệm vụ Global Precipitation Measurement (GPM), những nhiệm vụ cung cấp dữ liệu quan trọng để dự đoán bão. Nhiều dự án của Goddard cũng hỗ trợ các tổ chức khác, chẳng hạn như Cục Khảo sát Địa chất Hoa Kỳ trên Landsat-7 và -8, và Cơ quan quản lý Đại dương và Khí quyển quốc gia (NOAA) trên hệ thống cung cấp dự báo thời tiết Geostationary Operational Environmental Satellite (GOES).
Các sứ mệnh khác của Goddard đã hỗ trợ nhiều ngành khoa học vũ trụ. Dự án nổi tiếng nhất của Goddard là Kính viễn vọng không gian Hubble, một nền tảng khoa học độc đáo đã tạo ra bước đột phá mới về thiên văn học trong gần 20 năm. Các sứ mệnh khác như Wilkinson Microwave Anisotropy Probe (WMAP) nghiên cứu cấu trúc và sự tiến hóa của vũ trụ, hay Đài quan sát Mặt Trời và Nhật quyển (SOHO) hiện đang nghiên cứu Mặt Trời và cách hành vi của nó ảnh hưởng đến sự sống trên Trái Đất. Lunar Reconnaissance Orbiter (LRO) đang lập bản đồ thành phần và địa hình Mặt Trăng và Đài quan sát Động lực học Mặt Trời (SDO) đang theo dõi năng lượng và ảnh hưởng của Mặt Trời lên Trái Đất. Nhiệm vụ lấy mẫu tiểu hành tinh OSIRIS-REx đã mang về một mẫu vật từ tiểu hành tinh 101955 Bennu vào năm 2023. Một nhiệm vụ khác với tên gọi OSIRIS-APEX sẽ hướng đến tiểu hành tinh 99942 Apophis vào năm 2029.
Các hoạt động đáng chú ý đặc biệt bao gồm Kính viễn vọng không gian James Webb, được phóng vào năm 2022 và cho phép khảo sát trên nhiều lĩnh vực thiên văn học và vũ trụ học, chẳng hạn như quan sát những ngôi sao đầu tiên và sự hình thành của các thiên hà đầu tiên.

### Tương lai
Cộng đồng Goddard liên tục làm việc trên nhiều hoạt động và dự án có ngày phóng nằm trong khoảng từ những năm tới đến một thập kỷ sau. Những hoạt động này cũng đa dạng về mục tiêu kỳ vọng từ các nhà khoa học.

## Khoa học

### Giải quyết các câu hỏi khoa học
Các sứ mệnh của NASA (và do đó là các sứ mệnh của Goddard) giải quyết nhiều vấn đề khoa học thường được phân loại theo bốn lĩnh vực chính: khoa học Trái Đất, vật lý thiên văn, vật lý Mặt Trời và Hệ Mặt Trời. Nói một cách đơn giản, Goddard nghiên cứu Trái Đất và không gian.
Trong lĩnh vực khoa học Trái Đất, Goddard đóng vai trò chính trong nghiên cứu nhằm thúc đẩy sự hiểu biết của con người về Trái Đất như một hệ thống môi trường, xem xét các câu hỏi liên quan đến cách thành phần của hệ thống môi trường đó phát triển, cách chúng tương tác và tiến hóa. Tất cả những điều này đều quan trọng trong việc giúp các nhà khoa học hiểu được tác động thực tế của các hoạt động tự nhiên và nhân tạo trong những thập kỷ và thế kỷ tới.
Trong khoa học không gian, Goddard đã khẳng định vị thế của mình với Giải Nobel Vật lý năm 2006 được trao cho John Mather và sứ mệnh COBE. Ngoài COBE, Goddard còn nghiên cứu cách vũ trụ hình thành, cấu tạo của nó, cách các thành phần của nó tương tác và cách nó tiến hóa. Trung tâm này góp phần vào nghiên cứu tìm hiểu cách các ngôi sao và hệ hành tinh hình thành và tiến hóa, đồng thời nghiên cứu bản chất tương tác của Mặt Trời với môi trường xung quanh.

### Từ câu hỏi khoa học đến nhiệm vụ khoa học
Dựa trên kiến thức hiện có tích lũy qua những nhiệm vụ trước đó, các câu hỏi khoa học mới được nêu ra. Các nhiệm vụ được phát triển theo cùng cách mà một thí nghiệm sẽ được phát triển bằng phương pháp khoa học. Trong bối cảnh này, Goddard không hoạt động như một thực thể độc lập mà như một trong 10 trung tâm của NASA cùng nhau tìm câu trả lời cho những câu hỏi khoa học này.
Mỗi nhiệm vụ bắt đầu với một loạt các câu hỏi khoa học cần được giải đáp và một loạt các yêu cầu khoa học cho nhiệm vụ, dựa trên những gì đã được các nhiệm vụ trước đó khám phá. Các yêu cầu khoa học nêu rõ loại dữ liệu cần thu thập, sau đó được chuyển thành các khái niệm nhiệm vụ, từ đó xác định loại tàu vũ trụ và các công cụ khoa học cần phải phát triển để trả lời các câu hỏi khoa học này.
Tại Goddard, Ban Khoa học và Khám phá (Sciences and Exploration Directorate, hay SED) lãnh đạo các hoạt động khoa học của trung tâm, bao gồm phát triển công nghệ liên quan đến hoạt động khoa học.

### Thu thập dữ liệu trong không gian – thiết bị khoa học
Một số tiến bộ công nghệ quan trọng nhất do Goddard (và NASA nói chung) phát triển xuất phát từ nhu cầu đổi mới công cụ khoa học để có thể quan sát hoặc đo lường các hiện tượng trong không gian chưa từng được đo lường hoặc quan sát trước đây. Tên công cụ có xu hướng được biết đến bằng chữ cái đầu của chúng. Trong một số trường hợp, tên của sứ mệnh chỉ ra loại công cụ liên quan. Ví dụ, Kính viễn vọng không gian James Webb, như tên gọi, là một kính thiên văn, nhưng nó bao gồm một bộ bốn thiết bị khoa học riêng biệt: Mid-Infrared Instrument (MIRI); Near-InfraRed Camera (NIRCam); Near-Infrared Spectrograph (NIRSpec); Fine Guidance Sensor and Near Infrared Imager and Slitless Spectrograph (FGS-NIRISS). Đội ngũ nhà khoa học tại Goddard đã làm việc chặt chẽ với kỹ sư để phát triển các thiết bị này.
Thông thường, một nhiệm vụ bao gồm một tàu vũ trụ với một bộ thiết bị (nhiều thiết bị) trên tàu. Trong một số trường hợp, các yêu cầu khoa học cần có nhiều tàu vũ trụ. Ví dụ, nhiệm vụ Magnetospheric Multiscale Mission (MMS) nghiên cứu sự kết nối lại từ trường (magnetic reconnection); đây là một quá trình 3 chiều. Để thu thập dữ liệu về quá trình 3 chiều phức tạp này, một bộ bốn tàu vũ trụ sẽ bay theo đội hình tứ diện. Mỗi tàu vũ trụ trong số này mang theo các bộ thiết bị giống hệt nhau. MMS nằm trong một chương trình lớn hơn (Solar Terrestrial Probes) có mục tiêu nghiên cứu tác động của Mặt Trời lên Hệ Mặt Trời.

### Hợp tác khoa học
Trong nhiều trường hợp, Goddard làm việc với các đối tác (các cơ quan Chính phủ Hoa Kỳ, ngành công nghiệp hàng không vũ trụ, các trung tâm nghiên cứu tại trường đại học, hay các quốc gia khác) chịu trách nhiệm phát triển các thiết bị khoa học. Trong những trường hợp khác, Goddard phát triển một hoặc nhiều thiết bị. Các thiết bị riêng lẻ sau đó được tích hợp vào một bộ thiết bị rồi tích hợp với tàu vũ trụ. Ví dụ, trong trường hợp của MMS, Southwest Research Institute (SwRI) chịu trách nhiệm phát triển các thiết bị khoa học và Goddard cung cấp quản lý dự án tổng thể, kỹ thuật cho các hệ thống nhiệm vụ, tàu vũ trụ và các hoạt động nhiệm vụ.
Trên Lunar Reconnaissance Orbiter (LRO), sáu thiết bị đã được phát triển bởi nhiều đối tác. Một trong những thiết bị đó là Lunar Orbiter Laser Altimeter (LOLA) do Goddard phát triển. LOLA đo độ dốc của địa điểm hạ cánh và độ nhám bề mặt Mặt Trăng để tạo ra bản đồ 3 chiều của Mặt Trăng.
Một nhiệm vụ khác do Goddard quản lý là MAVEN. MAVEN là nhiệm vụ thứ hai trong Chương trình Thăm dò Sao Hỏa, có nhiệm vụ khám phá bầu khí quyển Sao Hỏa để hỗ trợ cho những nỗ lực lớn hơn của NASA nhằm bay đến hành tinh đỏ. MAVEN mang theo tám thiết bị để đo các đặc điểm của khí quyển Sao Hỏa, tầng khí quyển trên, gió Mặt Trời và tầng điện ly. Các đối tác phát triển thiết bị bao gồm Đại học Colorado tại Boulder và Đại học California, Berkeley. Goddard đã góp phần vào việc quản lý chung của dự án cũng như hai thiết bị là các máy đo từ trường.

### Quản lý dữ liệu khoa học
Khi một nhiệm vụ được phóng và đến đích, các thiết bị của nó sẽ bắt đầu thu thập dữ liệu. Dữ liệu được truyền trở lại Trái Đất, nơi nó cần phải được phân tích và lưu trữ để tham khảo trong tương lai. Goddard quản lý bộ sưu tập lớn dữ liệu khoa học thu được từ các nhiệm vụ trước đây và đang diễn ra.
Bộ phận Khoa học Trái Đất là đơn vị quản lý Trung tâm Dịch vụ Dữ liệu và Thông tin Khoa học Trái Đất Goddard (Goddard Earth Science Data and Information Services Center, GES DISC). Trung tâm này cung cấp dữ liệu, thông tin và dịch vụ khoa học Trái Đất cho những nhà khoa học nghiên cứu, nhà khoa học ứng dụng, người dùng ứng dụng và học sinh sinh viên.
NASA Space Science Data Coordinated Archive (NSSDCA) được thành lập tại Goddard vào năm 1966. Đây là kho lưu trữ cố định dữ liệu khoa học không gian, bao gồm rất nhiều hình ảnh chụp từ vũ trụ.

## Công nghệ phái sinh
Mục 102(d) của Đạo luật Hàng không và Vũ trụ Quốc gia năm 1958 kêu gọi "thiết lập các nghiên cứu dài hạn về lợi ích tiềm năng thu được, cơ hội và các vấn đề liên quan đến việc sử dụng các hoạt động hàng không và vũ trụ cho mục đích hòa bình và khoa học". Do nhiệm vụ này, Technology Utilization Program đã được thành lập vào năm 1962, yêu cầu công nghệ phải được đưa xuống Trái Đất và thương mại hóa để giúp nền kinh tế Hoa Kỳ và cải thiện chất lượng cuộc sống.
Tài liệu về các công nghệ phái sinh này bắt đầu vào năm 1976 với "Spinoff 1976". Kể từ đó, NASA đã xuất bản ấn phẩm hàng năm về các công nghệ phái sinh này thông qua Văn phòng Chương trình Đối tác Sáng tạo (Innovative Partnerships Program Office).
GSFC đã có những đóng góp đáng kể cho nền kinh tế Hoa Kỳ và cải thiện chất lượng cuộc sống qua các công nghệ do trung tâm phát triển. Sau đây là một số ví dụ: công nghệ bóng thám không có ích cho lính cứu hỏa với các máy radio tầm ngắn; tấm Mylar phủ nhôm trong vệ tinh giúp thiết bị thể thao cách nhiệt tốt hơn; hệ thống quang học laser đã biến đổi ngành công nghiệp máy ảnh và các sứ mệnh phát hiện sự sống ngoài Trái Đất giúp các nhà khoa học tìm thấy vi khuẩn trong thực phẩm bị ô nhiễm.

## Các cơ sở
Khuôn viên của Goddard nằm cách Washington, D.C. 6,5 dặm (10,5 km) về phía đông bắc ở Quận Prince George's. Trung tâm tọa lạc tại đường Greenbelt Road, hay Maryland Route 193. Baltimore, Annapolis và trụ sở NASA ở Washington cách đó 30–45 phút xa lộ. Greenbelt cũng có một nhà ga xe lửa có thể tiếp cận hệ thống Washington Metro và tuyến Camden của xe lửa MARC.

### Buồng thử nghiệm và Tòa nhà Sản xuất
Phòng sạch High Bay (High Bay Cleanroom) nằm trong tòa nhà 29 là phòng sạch ISO 7 lớn nhất thế giới với thể tích 1,3 triệu foot khối (37.000 m3).  Buồng chân không trong các tòa nhà liền kề 10 và 7 có thể được làm lạnh hoặc làm nóng đến ±200 °C (392 °F). Tòa nhà 15 bên cạnh là nơi đặt Máy ly tâm Công suất Cao (High Capacity Centrifuge) có khả năng tạo ra 30 G ở mức tải lên tới 2,3 tấn (2,5 tấn Mỹ).
Công ty Parsons Corporation đã giúp xây dựng phòng sạch Class 10.000 để hỗ trợ Kính viễn vọng không gian Hubble cũng như các sứ mệnh Goddard khác.

### Trung tâm Nghiên cứu Lưu trữ Khoa học Vật lý Thiên văn Năng lượng Cao
Trung tâm Nghiên cứu Lưu trữ Khoa học Vật lý Thiên văn Năng lượng Cao (High Energy Astrophysics Science Archive Research Center, HEASARC) là trung tâm được NASA chỉ định để lưu trữ và phổ biến dữ liệu cũng như thông tin thiên văn năng lượng cao. Thông tin về thiên văn học tia X và tia gamma và các kho lưu trữ liên quan đến sứ mệnh của NASA được duy trì để công chúng có thể tiếp cận thông tin và khoa học.

### Trung tâm Công nghệ Đảm bảo Phần mềm
Trung tâm Công nghệ Đảm bảo Phần mềm (Software Assurance Technology Center, SATC) là một bộ phận của NASA được thành lập vào năm 1992 như một phần của Văn phòng An toàn và Độ tin cậy Hệ thống (Systems Reliability and Safety Office) tại Trung tâm Chuyến bay Không gian Goddard. Mục đích của SATC là "trở thành một trung tâm xuất sắc về đảm bảo phần mềm, tận tâm cải thiện đáng kể cả về chất lượng và độ tin cậy của phần mềm được phát triển cho NASA tại GSFC". Trung tâm này là nguồn tài liệu nghiên cứu về số liệu phần mềm, đảm bảo và quản lý rủi ro.
Sau MSFNOCC, cơ sở này được đổi tên thành Trung tâm Kiểm soát Mạng (Network Control Center, NCC). Nó vẫn là NCC cho đến giai đoạn 1997–1999 khi NIC ra đời. NIC đã hỗ trợ cho sự khởi đầu của kỷ nguyên mới về truyền thông không gian bao gồm Trạm Vũ trụ Quốc tế (ISS). Cơ sở này sau đó được cải tạo để trở thành Trung tâm Kiểm soát Hoạt động Không gian Gần (Near Space Operations Control Center, NSOCC) vào năm 2023. NSOCC hiện đang cung cấp hỗ trợ nhiệm vụ quan trọng cho nhiều nỗ lực phóng khác nhau bao gồm SpaceX Crew & Cargo, các nhiệm vụ khoa học như JWST & PACE và cung cấp dịch vụ dữ liệu quan trọng cho Cơ quan Vũ trụ Nhật Bản (JAXA) và Cơ quan Vũ trụ Châu Âu (ESA).
NSOCC cung cấp không gian làm việc dựa trên bảng điều khiển cho nhiều thành phần mạng khác nhau để hợp tác và cung cấp mức dịch vụ cao nhất có thể cho NASA và khách hàng của NASA. Một số thành phần mạng được bao gồm trong cấu trúc hỗ trợ của NSOCC là Flight Dynamics Facility (FDF), Human Space Flight (HSF), Launch Vehicles (LV), Robotics mission support leadership, Search and Rescue (SAR) và Data Acquisition Processing and Handling Network Environment (DAPHNE+).

### Trung tâm Kiểm soát Hoạt động Không gian Gần (NSOCC)
Khi NASA đang trong kỷ nguyên sứ mệnh Gemini, nhu cầu về một loại trung tâm hoạt động mới đã nảy sinh và Trung tâm Kiểm soát Mạng lưới Chuyến bay Không gian Có người lái (Manned Space Flight Network Control Center, MSFNOCC) được thành lập tại tòa nhà 13. Tên gọi của trung tâm đã thay đổi theo thời gian và do đó, năng lực cũng tăng lên; cơ sở này là trung tâm GSFC cho các chuyến bay không gian có người lái, các sứ mệnh phóng tàu vũ trụ trong nhiều năm và có vinh dự đặc biệt là hỗ trợ mọi sứ mệnh tàu con thoi.

### Trung tâm Du khách Goddard

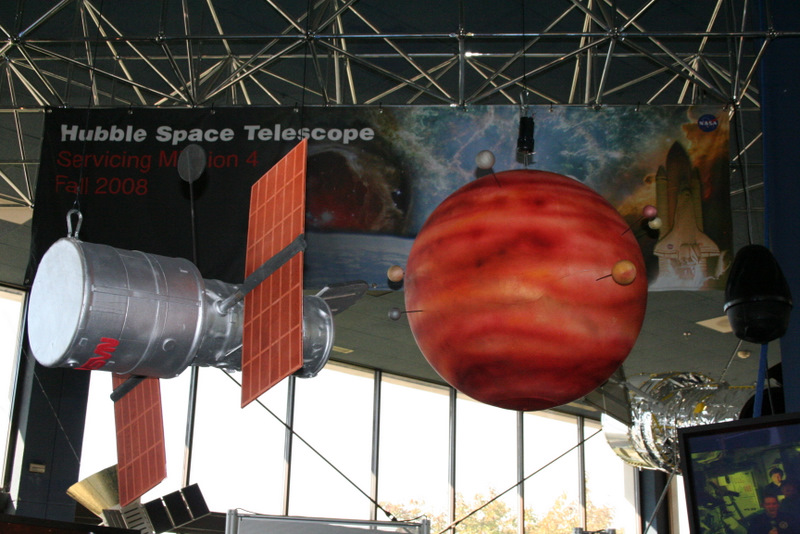
Mô hình bánh kem của Kính viễn vọng Không gian Hubble được trưng bày tại trung tâm du khách

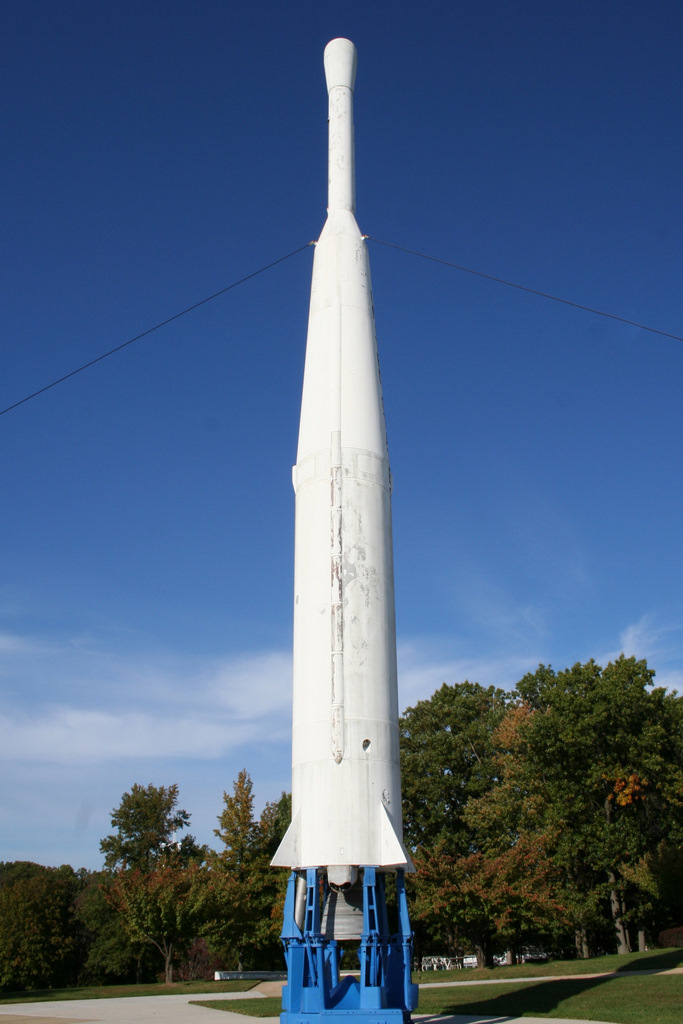
Tên lửa Delta trưng bày trong vườn tên lửa

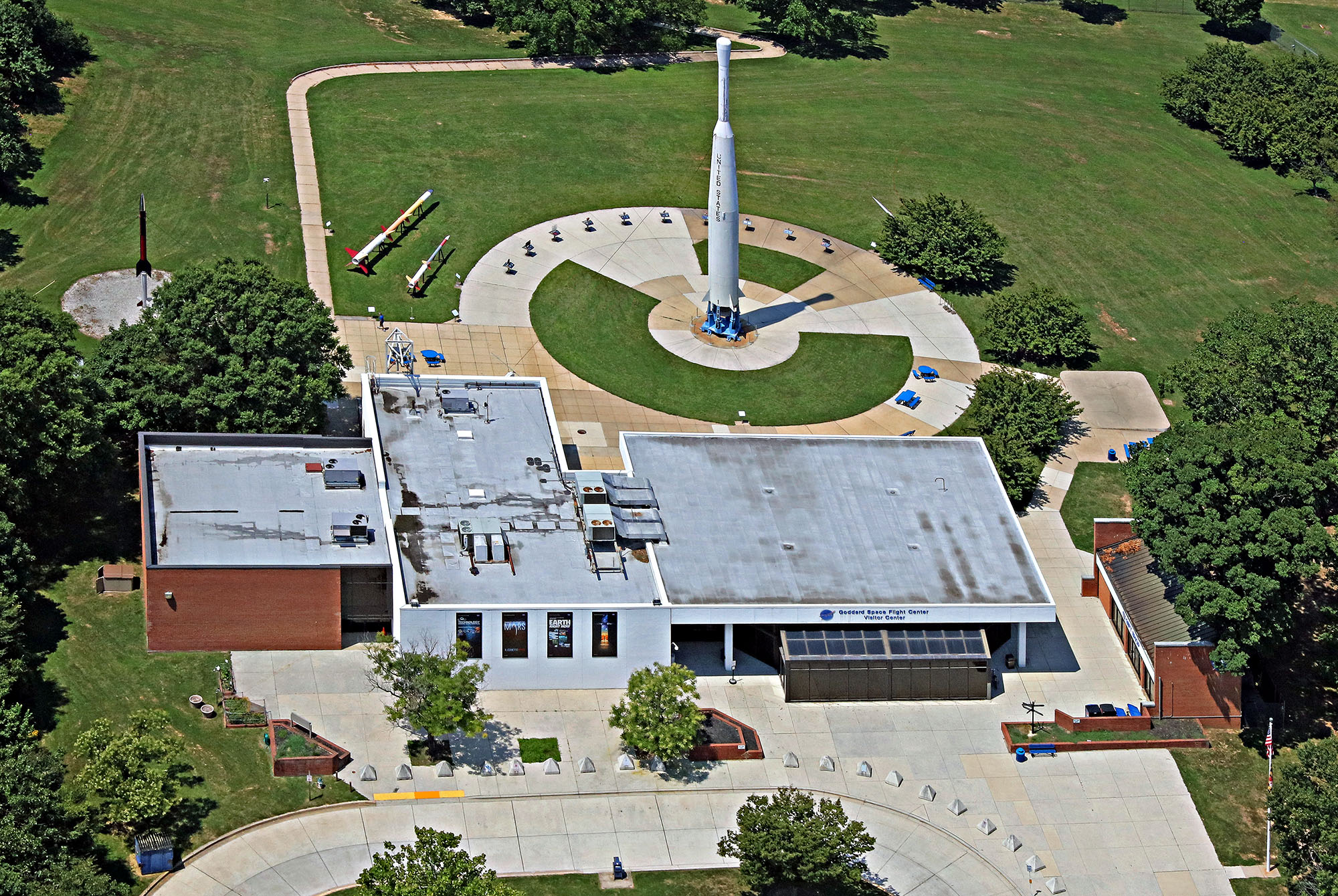
Trung tâm Du khách tại Trung tâm Chuyến bay Không gian Goddard của NASA

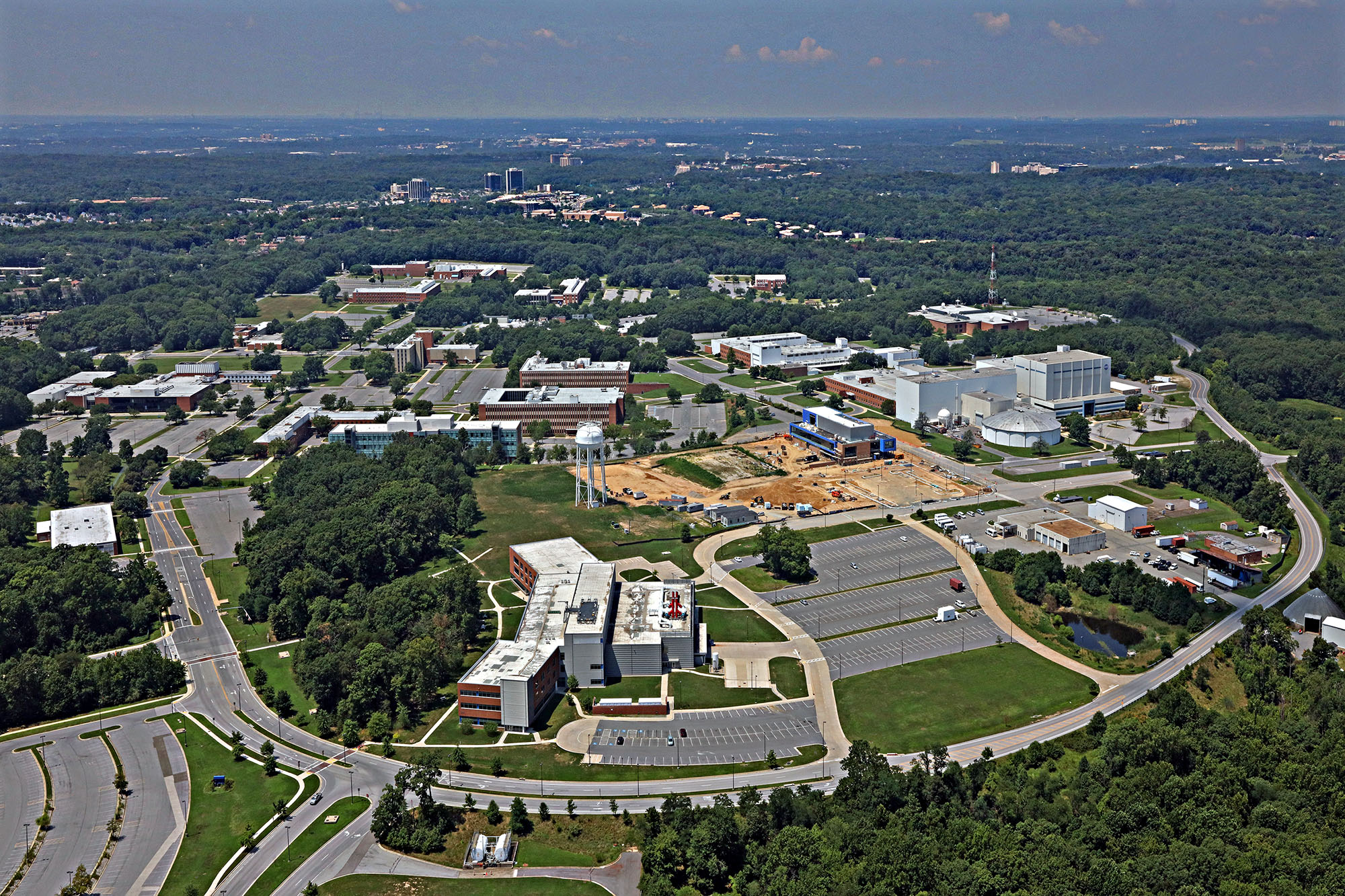
Trung tâm Chuyến bay Không gian Goddard của NASA

Trung tâm Du khách Goddard mở cửa miễn phí cho công chúng từ thứ Ba đến Chủ Nhật và có trưng bày tàu vũ trụ và công nghệ được phát triển tại đây. Kính viễn vọng Không gian Hubble được thể hiện bằng các mô hình và hình ảnh không gian sâu từ các nhiệm vụ gần đây. Trung tâm cũng có hệ thống chiếu Science On a Sphere.
Trung tâm cũng có một Trung tâm Tài nguyên Giáo viên (Educator's Resource Center) dành cho giáo viên và tình nguyện viên giáo dục như các hướng đạo sinh nam và nữ, thường tổ chức các sự kiện đặc biệt trong năm. Ví dụ, vào tháng 9 năm 2008, trung tâm đã mở cửa cho Goddard LaunchFest.  Sự kiện miễn phí cho công chúng này bao gồm các cuộc thi robot, tham quan các cơ sở của Goddard do nhân viên NASA tổ chức và chương trình giải trí trực tiếp tại khuôn viên Goddard. GSFC cũng có một phòng khiêu vũ lớn dành cho các sự kiện khách mời như bài giảng, thuyết trình và tiệc tối.

### Cơ sở bên ngoài
GSFC vận hành ba cơ sở không nằm tại địa điểm Greenbelt. Các cơ sở này là:
- Wallops Flight Facility nằm ở Wallops Island, Virginia, được thành lập vào năm 1945 và là một trong những địa điểm phóng lâu đời nhất trên thế giới. Wallops quản lý chương trình tên lửa thăm dò của NASA và hỗ trợ khoảng 35 nhiệm vụ mỗi năm.
- Viện nghiên cứu không gian Goddard Institute for Space Studies (GISS) tọa lạc tại Đại học Columbia ở Thành phố New York, là nơi tiến hành phần lớn nghiên cứu lý thuyết của trung tâm. Hoạt động chặt chẽ với Columbia và các trường đại học khác trong khu vực, viện cung cấp hỗ trợ nghiên cứu về địa vật lý, vật lý thiên văn, thiên văn học và khí tượng học.
- Katherine Johnson Independent Verification and Validation Facility (IV&V) tại Fairmont, Tây Virginia, được thành lập vào năm 1993 để cải thiện tính an toàn, độ tin cậy và chất lượng của phần mềm dùng trong các sứ mệnh của NASA.

GSFC cũng chịu trách nhiệm về White Sands Complex, một tập hợp hai địa điểm ở Las Cruces, NM, nhưng địa điểm này thuộc sở hữu của Trung tâm Vũ trụ Johnson như một phần của White Sands Test Facility.

## Nhân viên

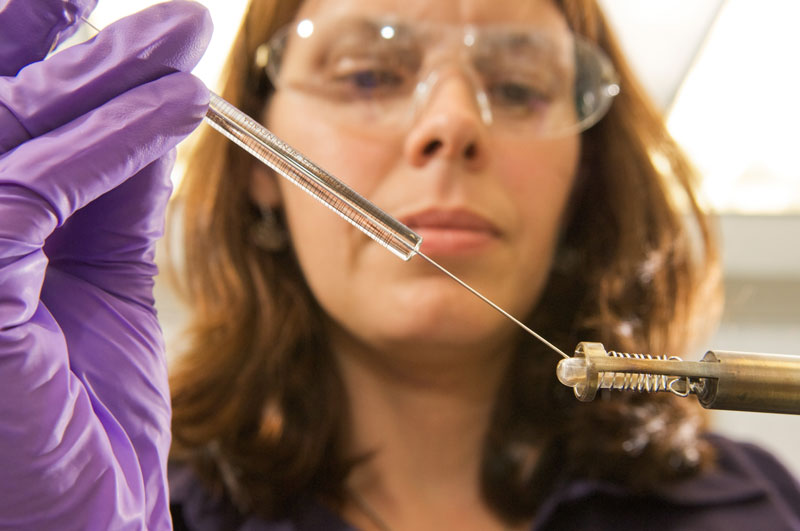
Nhà khoa học Goddard Jennifer Eigenbrode đang tiêm hóa chất vào một mẫu đá

Trung tâm Chuyến bay Không gian Goddard có lực lượng lao động gồm hơn 3.000 viên chức, trong đó 60% là kỹ sư và nhà khoa học. Có khoảng 7.000 nhà thầu hỗ trợ tại chỗ mỗi ngày. Đây là một trong những nơi tập trung đông đảo nhất các các nhà khoa học vũ trụ và kỹ sư hàng đầu thế giới. Trung tâm được tổ chức thành 8 ban, bao gồm Kỹ thuật và Công nghệ Ứng dụng, Dự án Bay, Khoa học và Khám phá, và Đảm bảo An toàn & Nhiệm vụ.
Sinh viên hợp tác từ các trường đại học ở tất cả 50 tiểu bang có thể được tìm thấy xung quanh khuôn viên trường vào mỗi mùa thông qua Chương trình Giáo dục Hợp tác (Cooperative Education Program). Vào mùa hè, các chương trình như Summer Institute in Engineering and Computer Applications (SIECA) và Excellence through Challenging Exploration and Leadership (EXCEL) cung cấp cơ hội thực tập cho sinh viên từ Hoa Kỳ và các vùng lãnh thổ như Puerto Rico để học hỏi và tham gia vào công việc khoa học kỹ thuật đầy thử thách.

## Cộng đồng
Trung tâm Chuyến bay Không gian Goddard duy trì mối quan hệ với các cộng đồng địa phương thông qua các chương trình tình nguyện và giáo dục bên ngoài. Nhân viên được khuyến khích tham gia các chương trình cố vấn và đảm nhận vai trò diễn thuyết tại trường học trong khu vực. Tại trung tâm, Goddard thường xuyên tổ chức các hội thảo về kỹ thuật, lãnh đạo và khoa học. Các sự kiện này mở cửa cho công chúng, nhưng những người tham dự phải đăng ký trước để có được thẻ vào thăm khuôn viên chính của trung tâm. Có thể lấy thẻ tại cổng chính của văn phòng an ninh trên đường Greenbelt Road.
Goddard cũng tổ chức nhiều cơ hội thực tập khác nhau, bao gồm NASA DEVELOP tại Trung tâm Chuyến bay không gian Goddard.

## Chuyến thăm của Nữ hoàng Elizabeth II
Nữ vương Elizabeth II của Vương quốc Anh và chồng là Hoàng tế Philip đã đến thăm Trung tâm Chuyến bay Không gian Goddard vào ngày 8 tháng 5 năm 2007. Chuyến tham quan Goddard diễn ra gần cuối chuyến thăm của Nữ vương để kỷ niệm 400 năm thành lập Jamestown tại Virginia. Nữ vương đã nói chuyện với phi hành đoàn trên Trạm vũ trụ Quốc tế từ Trung tâm Tích hợp Mạng (NIC – Network Integration Center, hiện là NSOCC) nằm trong Tòa nhà 13.